# Кум (остан)
Кум (перс. قم‎ — Qom; азерб. Qum) — одна из 31 провинций (останов) Ирана, площадью 11 526 км². Административный центр — город Кум. Провинция была образована из части остана Тегеран в 1995. Площадь — 11 526 км². На 2006 год население составляло 1 046 737 человек, из них городское население — 91,2 %. Основное население персы, азербайджанцы, и луры.

## География
Климат пустынный и полупустынный. Мало осадков, сухо. Область неблагоприятна для сельского хозяйства, особенно в районе солёных озёр. В области два больших солёных озера — Дерьяйе-Немек и Намак.

## История
Кум существовал задолго до принятия ислама. Археологические находки датируются пятым тысячелетием до нашей эры. Ещё в доисламское время Кум был большим городом.
Второй халиф Омар занял центр Кума. В 644—645 Абу Муса Ашгари контролировал Кум, в котором то и дело вспыхивали конфликты между арабами и местным населением.
Кум был местом, где алавиды скрывались от преследований со стороны правящих халифов. Халиф Аль-Мамун штурмовал Кум в 825, разгромил город с большим количеством жертв.
В 831 жители Кума восстали, восстание было жёстко подавлено. Лишь во время династии Буидов представители алавидов получили власть в области, и Кум стал процветать.

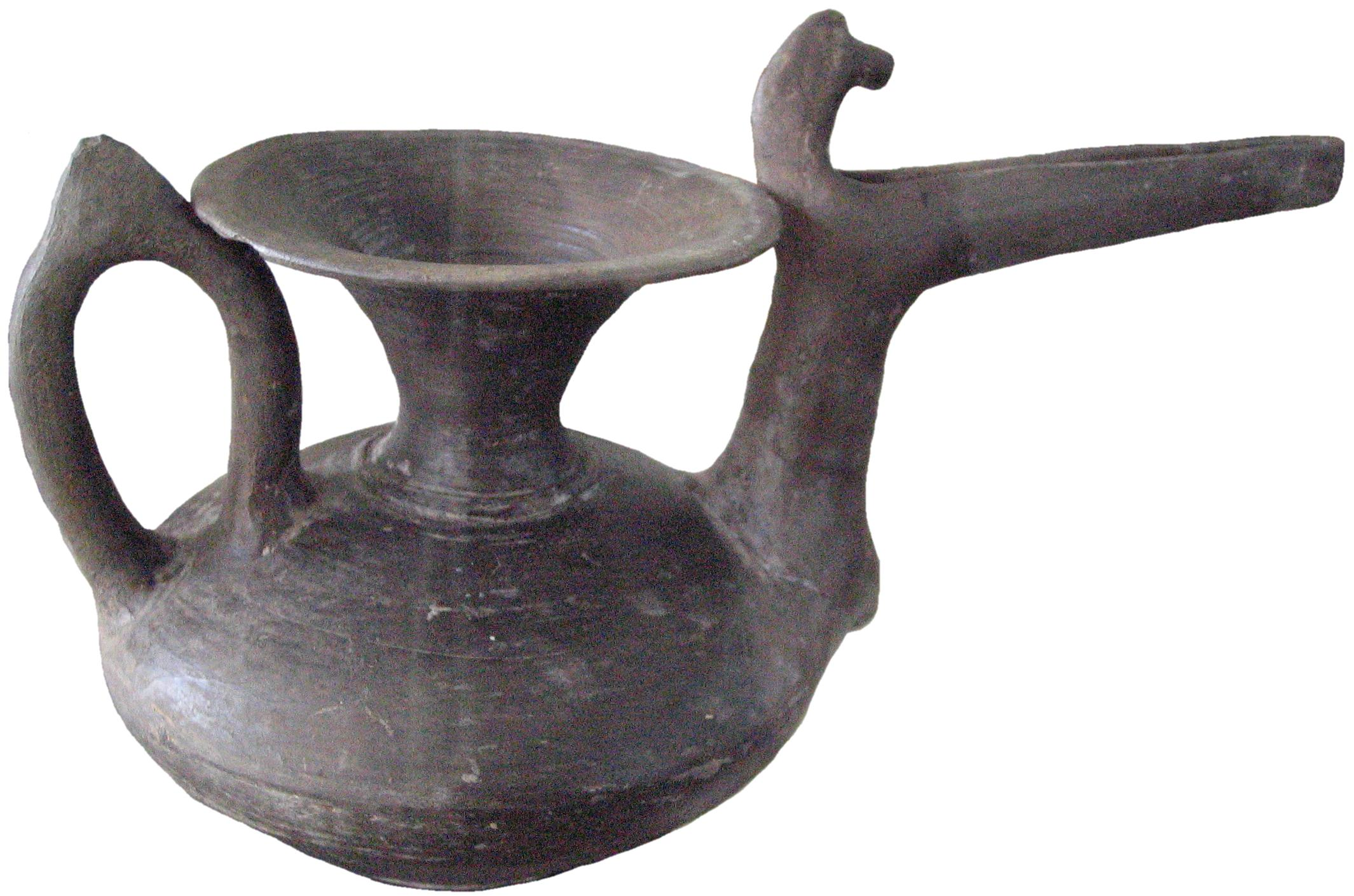
Сосуд из Кахака, середина первого тысячелетия до н. э.

## Административное деление
Провинция (остан) Кум состоит из одного шахрестана, который делится на 5 районов (бахш).

## Кум сегодня
Сегодня Кум считается важнейшим мировым центром шиизма, куда стекаются многочисленные паломники.